# Henri Lefèvre d'Ormesson (homme politique)
Pour les articles homonymes, voir Ormesson.
Pour les autres membres de la famille, voir Famille Lefèvre d'Ormesson.
Ne pas confondre avec Henry d'Ormesson ou avec Henri François de Paule Lefèvre d'Ormesson.
Henri Lefèvre d'Ormesson, 2e marquis d'Ormesson, né le 8 mai 1751 à Paris, mort le 12 avril 1808 à Paris, est un homme d'État français.

## Biographie

### Famille
Issu d'une dynastie parisienne de magistrats et d'intendants des finances, Henri IV François de Paule Lefèvre d'Ormesson (1751-1808) est le fils de Marie François de Paule Lefèvre d'Ormesson (1710-1775), premier marquis d'Ormesson,  et d'Anne-Louise du Tillet (1718-1792). Il épouse Louise-Charlotte Léonarde Le Peletier de Mortefontaine (1756-1840), fille de Louis Le Peletier de Mortefontaine (1730-1770), prévôt des marchands de Paris, et de Catherine Charlotte du Cluzel de La Chabrerie (1737-1756).
Le fils d'Henri IV Lefèvre d'Ormesson est Henri V François de Paule Lefèvre d'Ormesson (1785-1858), troisième marquis d'Ormesson. Il épouse en 1807 Ernestine de Grouchy (1787-1866), fille d'Emmanuel de Grouchy (1766-1847), Maréchal d'Empire, Pair de France, et de Cécile Le Doulcet de Pontécoulent (1767-1827), dont postérité.

### Carrière
Henri (IV) Lefèvre d'Ormesson est bachelier en droit le Ier septembre 1767, licencié en droit en 1768, inscrit au barreau de Paris le 4 juillet 1768 et nommé conseiller d'État au Parlement de Paris, à l'âge de 17 ans.
Alors que couve la crise parlementaire qui aboutit en 1771 à l'exil de ses collègues, son père le retire du parlement et l'oriente vers la charge de maître des requêtes dans laquelle se sont succédé ses ancêtres : sa nomination à ce poste date du 21 novembre 1770.
Il succède à son père au poste d'intendant des finances peu après la mort du roi Louis XV en juin 1774. Il exerce, de surcroît, la fonction de chef du conseil temporel de la Maison royale de Saint-Cyr. Cette année là, il est présenté au nouveau souverain, le roi Louis XVI, lors du traditionnel voyage de la cour à Fontainebleau.
Le projet avancé  par le comte de Vergennes de nommer Henri d'Ormesson au poste de contrôleur général des finances le 29 mars 1783, alors qu'il n'a que trente-deux ans, est certainement inspiré par le Roi lui-même. L'intéressé, bien qu'il connaisse les risques liés au remplacement du ministre démissionnaire Jean-François Joly de Fleury, lui-même successeur de Necker, se résout en définitive à accepter cette mission hautement périlleuse, devant l'insistance du roi et de Vergennes.
À peine arrivé aux affaires, le nouveau ministre découvre une situation financière lourdement déficitaire. Confronté à la nécessité de trouver d'urgence des fonds pour rembourser les échéances liées à la guerre d'indépendance des États-Unis, Ormesson utilise la recette classique de l'emprunt à loterie, émis pour 24 millions de livres, le 5 avril 1783. Mais, au même moment, une crise des paiements de la Caisse d'escompte contraint le Trésor à la secourir à hauteur de 26 millions de livres, entre juillet et septembre 1783, ce qui anéantit le bénéfice de l'opération. Le besoin de numéraire du Trésor persistant, Ormesson décide le 24 août, sur les conseils du financier Marquet de Bourgade, d'emprunter en secret 24 millions auprès de la Caisse d'escompte. Lorsque cet emprunt est rendu public, en septembre, la Caisse doit suspendre ses paiements. Le contrôleur général fait ordonner le cours forcé des billets par un arrêt du Conseil du 27 septembre 1783 tandis qu'un autre arrêt du Conseil du 30 septembre 1783 interdit les exportations d'espèces métalliques. Ces mesures ne font qu'aggraver la situation et portent une atteinte terrible au crédit public. En définitive, deux arrêts des 3 et 4 octobre mettent un terme à la crise en prescrivant de vérifier les comptes de la Caisse d’escompte, qui est contrainte de reprendre ses remboursements à concurrence de 10 millions par jour.
Pour subvenir aux besoins du Trésor, Ormesson décide d'émettre un nouvel emprunt à loterie de 24 millions, plus coûteux que le précédent (arrêt du Conseil du 4 octobre 1783) et de précipiter son projet de réforme de la ferme générale, qui n'aurait normalement dû s'appliquer qu'à l'échéance du bail de la ferme en 1786. Un arrêt du Conseil du 24 octobre 1783 casse le bail de la ferme générale, dont l'activité est confiée à une régie intéressée. Cette mesure lui aliène définitivement la finance.
Le marquis Henri Lefèvre d'Ormesson reçoit le dimanche 2 novembre 1783 la visite du comte de Vergennes qui lui apporte une lettre du roi exigeant sa démission, lettre à laquelle il joint un mot d'estime. Ormesson s'exécute en rédigeant sa lettre de démission accompagnée des documents comptables du trésor. Il est remplacé par Charles-Alexandre de Calonne.
Après son éviction, Ormesson conserve la direction de la maison de Saint-Cyr. Il est promu conseiller d'État ordinaire le 14 avril 1785. Il devient membre du Comité contentieux des départements créé en 1787 et participe, au mois de décembre 1788, à la rédaction du règlement électoral pour la convocation des États généraux.
Ormesson est apprécié dans les milieux populaires de la capitale, ce qui lui permet de traverser sans encombre la Révolution française. Le 16 août 1789, il est désigné comme chef de division de la garde nationale de son quartier. En octobre 1790, il est élu juge du tribunal du VIe arrondissement de Paris. Le 18 janvier 1791, il est nommé administrateur du département de Paris.
Après la journée du 20 juin 1792, il refuse le ministère de la Justice que le roi Louis XVI veut lui confier. Le 21 novembre 1792, il est élu maire de la capitale. Terrorisé par des lettres de menaces, il donne sa démission aussitôt. Il est remplacé par Nicolas Chambon le 30 novembre 1792.
Le 30 mars 1793, il se retire dans son château d’Ormesson. Arrêté le 20 décembre 1793 suivant, il est d’abord assigné à résidence à Paris à l'hôtel Le Peletier de Saint-Fargeau, puis incarcéré du 27 mars au 6 octobre 1794. Après sa libération, il reprend ses fonctions municipales et d'administrateur du département de Paris.
Au XIXe siècle, la rue d'Ormesson à Paris est nommée en son hommage.
Le marquis d'Ormesson est surtout connu comme le contrôleur général des finances choisi personnellement le 29 mars 1783 par le roi Louis XVI, pour tenter de redresser l'état lourdement déficitaire des finances du royaume résultant, entre autres, de la participation française à la Guerre d'indépendance américaine.
Son ministère fut éphémère : il n'a duré que sept mois et a fait l'objet des critiques les plus vives de certains courtisans et  intrigants de la cour et des fermiers généraux hostiles aux réformes imposées par le ministère des finances.
Françoise Mosser, auteur en 1978 d'une biographie sur Ormesson, exprime le sentiment que « c'est une bien curieuse destinée que celle de cet homme, qui sur la lancée de son père, accéda trop jeune à des charges importantes... Toute sa vie, il s'attacha à mener une administration honnête ». Jean d'Ormesson, dans son livre Je dirai malgré tout que cette vie fut belle, édité en 2015 chez Gallimard, déclare qu'il n'a pas fait mentir un dicton du XVIIe siècle qui se disait concernant son ancêtre Olivier : « Courageux comme un Guise, spirituel comme un Mortemart, honnête comme un Ormesson ».